# Antoni Leśniowski
Antoni Leśniowski   (Liebiedzieva, 28 de gener de 1867 - Varsòvia, 4 d'abril de 1940)

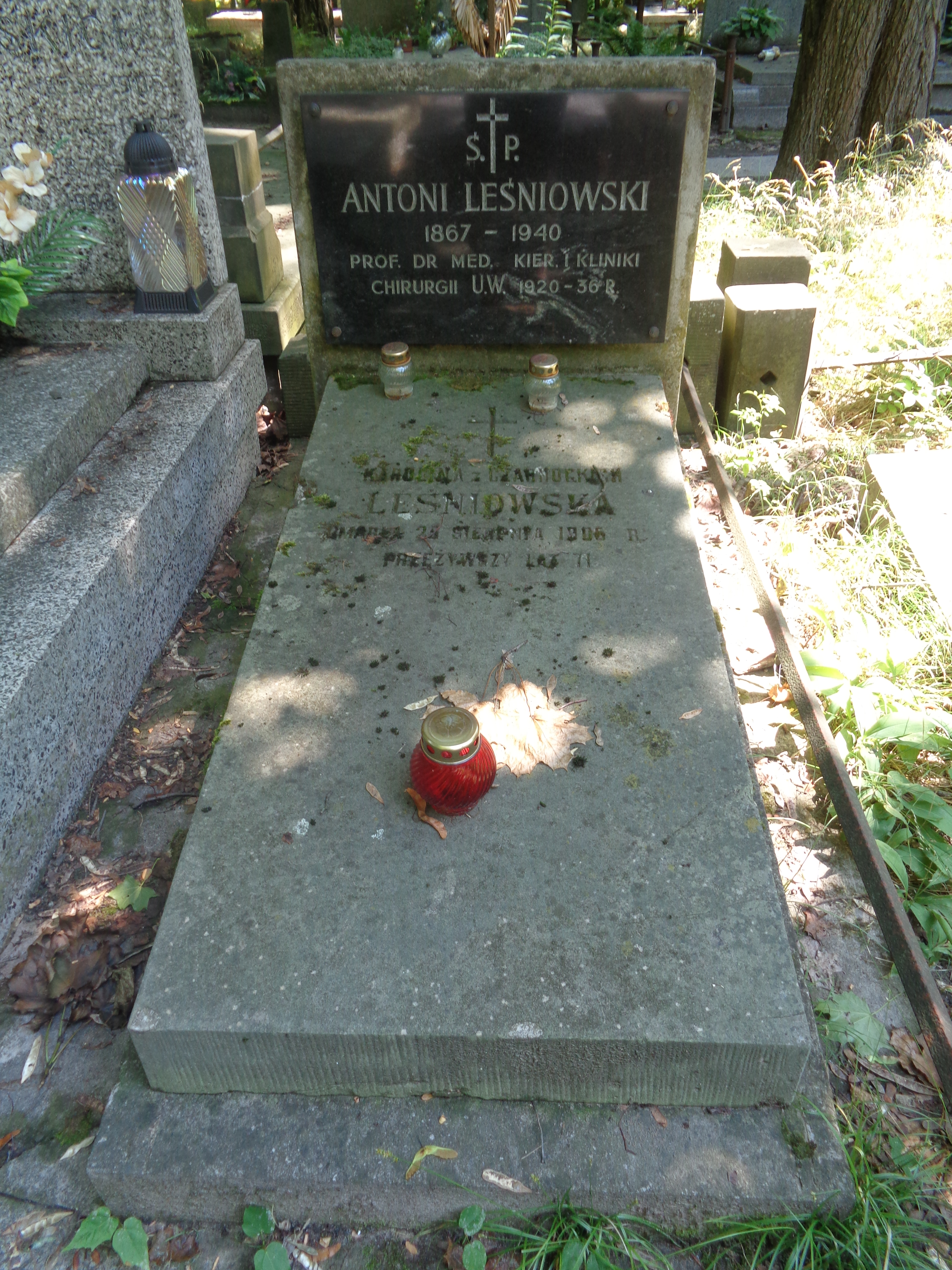
Tomba d'Antoni Leśniowski.

fou un cirurgià polonès a qui se li atribueixen els primers treballs sobre la condició que més tard s'anomenaria malaltia de Crohn.
Es va llicenciar en medicina a la Universitat de Varsòvia l'any 1890, i va prosseguir els seus estudis a Berlín. Entre el 1892 i el 1912 va treballar com a cirurgià a l'hospital de l'Infant Jesús de Varsòvia, especialitzant-se en urologia. Tot i això, els seus treballs més importants es van centrar en malalties inflamatòries intestinals. El 10 de maig de 1903 un diari mèdic setmanal, Medycyna, publicava un article en què Leśniowski descrivia diversos casos de malalties intestinals, extreient la conclusió que, en almenys un dels casos: "sospitem d'un procés inflamatori crònic a la paret del budell."

Va escriure tres articles més descrivint casos d'aquesta afecció a Pamiętnik Towarzystwa Lekarskiego Warszawskiego (Annals de l'Associació Mèdica de Varsòvia) entre 1903 i 1905, descrivint el que avui en dia es coneix com a malaltia de Crohn, encara que les proves no són concloents.

En un d'aquests articles, l'any 1904, informava d'una reunió de la Societat Mèdica de Varsòvia, a la qual va presentar una mostra quirúrgica d'un tumor inflamatori de l'ili terminal amb una fístula cap al còlon ascendent.

La malaltia va ser descrita altre cop l'any 1932 pels gastroenteròlegs nord-americans Burrill Bernard Crohn, Leon Ginzburg i Gordon D. Oppenheimer, i des d'aquell moment, atès l'ordre alfabètic dels noms dels autors, es coneix la malaltia amb el nom de malaltia de Crohn. Només a Polònia, es coneix amb el nom de malaltia de Leśniowski-Crohn.
Entre 1912 i 1914, Leśniowski fou director de l'hospital de Sant Antoni de Varsòvia, després i fins al 1919, cap del departament de cirurgia de l'Hospital de l'Esperit Sant de Varsòvia. Entre 1919 i 1936 fou professor de cirurgia a la Universitat de Varsòvia. És autor d'un manual de cirurgia general.